# Larabanga

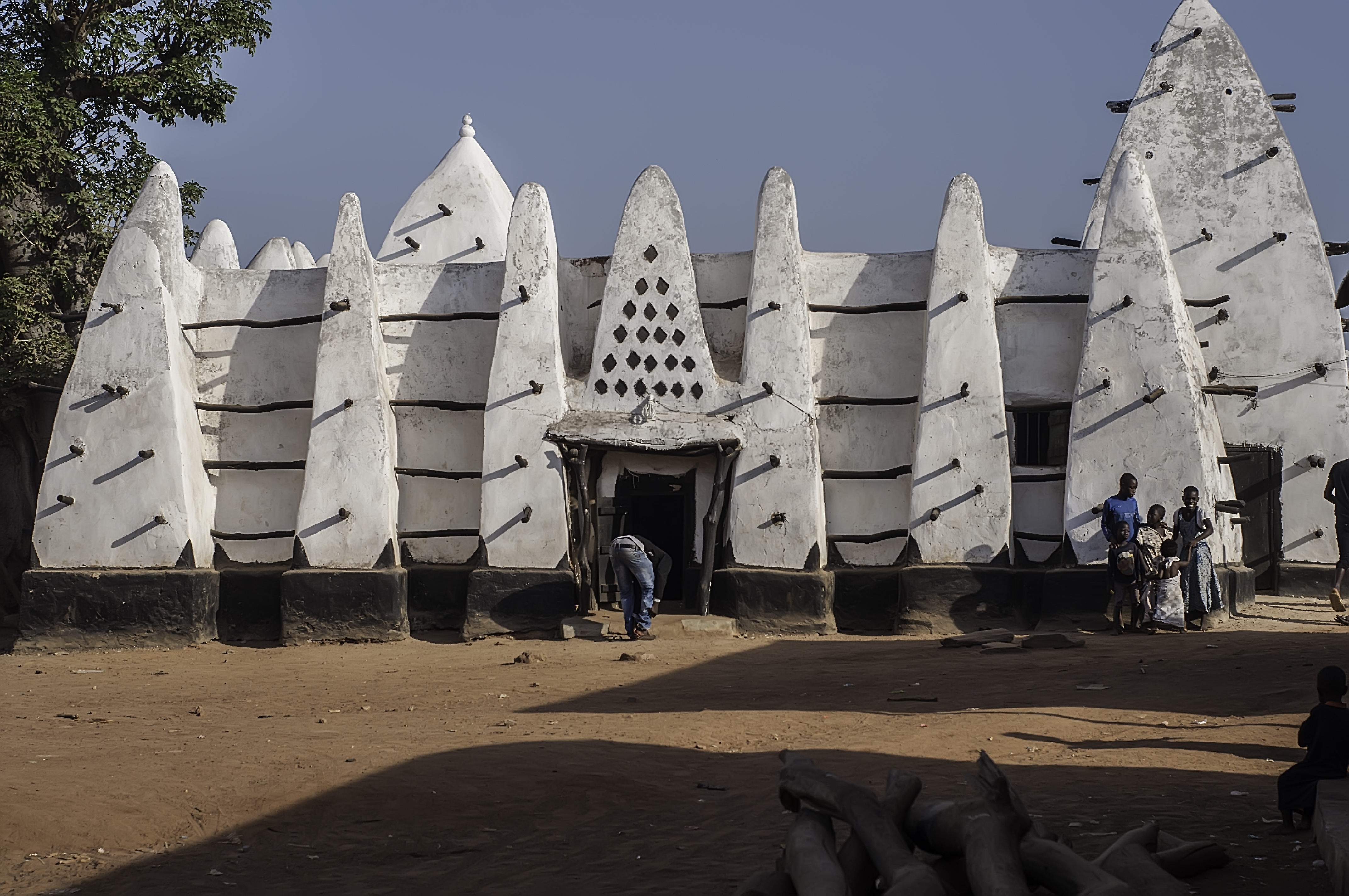
Mezquita de Larabanga

Larabanga es un poblado ghanés situado en el noroeste del país. Es famoso por su mezquita de adobes de estilo sudanés, la que aparentemente data de 1421. Larabanga fue el gran punto del comercio trans-sahariano. Además tiene la reputación de ser el poblado que alberga la más antigua mezquita de Ghana y que en la misma existe una copia del Corán casi tan antigua como el edificio mismo.
El pueblo también es conocido por su "Piedra mistica", su particular arquitectura popular y por ser la entrada al parque nacional de Mole.